# Verily
Verily (anciennement Google Life Sciences,,) est une entreprise américaine, filiale de Alphabet, spécialisée dans la recherche sur les sciences de la vie.
L'entreprise dont le nombre d'employés n'est pas connu se situe à South San Francisco.

## Histoire
Le 9 septembre 2014, la division acquiert Lift Labs, les fabricants de Liftware (en).
C'était précédemment une division de Google X Lab jusqu'au 10 août 2015, puis Sergey Brin fit l'annonce qu'elle serait désormais une filiale indépendante d'Alphabet, dirigée par Andrew Conrad,,. Cette restructuration fut complétée le 2 octobre 2015 et le 7 décembre Google Life Sciences est renommé Verily,.
En août 2016, Verily Life Sciences et GSK créent une coentreprise spécialisée dans les signaux électriques dans le corps humain, filiale nommée Galvani Bioelectronics et détenue à 55 % par GSK et 45 % par Verily Life Sciences.
Le 11 septembre 2016, Verily et Sanofi annoncent la création d'une coentreprise, Onduo, pour concevoir et développer de nouveaux objets connectés dans le domaine du diabète.

## Chercheurs
En juillet 2014, les membres de l'équipe de recherche sont Andrew Conrad, fondateur de l'institut national de génétique LabCorp, Vik Bajaj, expert en résonance magnétique nucléaire, Marija Pavlovic, qui étudie les effets des radiations sur l'ADN, Alberto Vitari, un biologiste spécialisé dans le cancer, Brian Otis qui travaillait sur le projet Google de lentilles de contact (en), et Mark DePristo, qui travailla au GATK du Broad Institute. Dr. Thomas R. Insel annonce le 15 septembre 2015 qu'il démissionne de son poste de directeur au National Institute of Mental Health (NIMH) pour rejoindre le projet.

## Projets
- Lentilles de contact permettant de contrôler le niveau de glucose chez les personnes diabétiques[12],[13]
- Cuillère pour les personnes ayant des tremblements, par exemple atteintes de la maladie de Parkinson (projet Liftware)[14]
- Baseline Study (en), projet pour collecter l'information génétique et moléculaire sur un échantillon suffisamment grand de personnes afin de créer une cartographie représentative d'un humain en bonne santé[15],[13]
- Une plateforme permettant la détection de maladie par nanoparticule[16]
- Un bracelet de suivi de santé[17].